# ویسنته مخیا کولیندرس
ویسنته مخیا کولیندرس (انگلیسی: Vicente Mejía Colindres)؛ زادهٔ ۶ آوریل ۱۸۷۸ – درگذشتهٔ ۲۴ اوت ۱۹۶۶) سیاستمدار اهل هندوراس بود. او دو بار از ۱۶ سپتامبر ۱۹۱۹ تا ۵ اکتبر ۱۹۱۹ و سپس از ۱ فوریه ۱۹۲۹ تا ۱ فوریه ۱۹۳۳ رئیس‌جمهور هندوراس بود.
ویسنته مخیا کولیندرس در ۲۴ اوت ۱۹۶۶، در سن ۸۸ سالگی درگذشت.